# Emiel Pauwels
Emiel Pauwels (n. 22 decembrie 1918, Brugge, Flandra, Belgia – d. 7 ianuarie 2014) a fost un atlet belgian, care s-a remarcat la săritura în înălțime, aruncarea discului, aruncarea suliței și alergare.
La vârsta de 94 de ani a câștigat medalia de aur pentru veterani, la atletism de sală (la proba de 60 de metri).
A intrat în atenția presei prin faptul că a decis să-și încheie viața prin eutanasiere.